# Уилер (округ, Техас)
Округ Уилер (англ. Wheeler County) расположен в США, штате Техас. Официально образован в 1876 году и назван в честь Ройял Тайлер Уилера — председателя Верховного суда Техаса. По состоянию на 2000 год, численность населения составляла 5284 человека. Окружным центром является город Уилер.
Округ Уилер входит в число 46 округов Техаса с действующим сухим законом или ограничениями на продажу спиртных напитков.

## География
По данным Бюро переписи США, общая площадь округа равняется 2371 км², из которых 2368 км² суша и 3 км² или 0,12% это водоемы.

### Соседние округа
- Бекем (восток)
- Грей (запад)
- Коллингсуэрт (юг)
- Роджер-Милс (северо-восток)
- Хемпхилл (север)

## Демография
По данным переписи населения 2000 года в округе проживало 5284 жителей, в составе 2152 хозяйств и 1487 семей. Плотность населения была 2 человека на 1 квадратный километр. Насчитывалось 2687 жилых домов, при плотности покрытия 1 постройка на 1 квадратный километр. По расовому составу население состояло из 87,83% белых, 2,78% чёрных или афроамериканцев, 0,78% коренных американцев, 0,55% азиатов, 0,08% коренных гавайцев и других жителей Океании, 6,64% прочих рас, и 1,34% представители двух или более рас. 12,57% населения являлись испаноязычными или латиноамериканцами.
Из 2152 хозяйств 29,6% воспитывали детей возрастом до 18 лет, 58% супружеских пар живших вместе, в 7,7% семей женщины проживали без мужей, 30,9% не имели семей. На момент переписи 29,1% от общего количества жили самостоятельно, 16,9% лица старше 65 лет, жившие в одиночку. В среднем на каждое хозяйство приходилось 2,39 человека, среднестатистический размер семьи составлял 2,94 человека.
Показатели по возрастным категориям в округе были следующие: 24,9% жители до 18 лет, 6,5% от 18 до 24 лет, 22,5% от 25 до 44 лет, 25,2% от 45 до 64 лет, и 20,9% старше 65 лет. Средний возраст составлял 42 года. На каждых 100 женщин приходилось 92 мужчины. На каждых 100 женщин в возрасте 18 лет и старше приходилось 87,4 мужчин.
Средний доход на хозяйство в округе составлял 31 029 $, на семью — 36 989 $. Среднестатистический заработок мужчины был 26 790 $ против 19 091 $ для женщины. Доход на душу населения был 16 083 $. Около 11,6% семей и 13% общего населения находились ниже черты бедности. Среди них было 13,3% тех кому ещё не исполнилось 18 лет, и 16,8% тех кому было уже больше 65 лет.

## Населённые пункты

### Города, посёлки, деревни
- Мобити
- Шамрок
- Уилер

### Немуниципальные территории
- Бриско
- Келтон
- Твитти
- Эллисон

## Политическая ориентация
На президентских выборах 2008 года Джон Маккейн получил 75,25% голосов избирателей против 23,47% у демократа Барака Обамы.
В Техасской палате представителей округ Уилер числится в составе 68-го района. Интересы округа представляет республиканец Дрю Спрингер из Манстера.

## Образование
Образовательную систему округа составляют следующие учреждения:
- сводный школьный округ Форт-Эллиотт[5]
- школьный округ Шамрок[6]
- школьный округ Келтон[7]